# Étienne Schmit
Jean-Joseph Norbert Metz (Rambrouch, 22 d'octubre de 1886 - Ciutat de Luxemburg, 19 de desembre de 1937) va ser un jurista i polític luxemburguès.
Va servir a la Cambra de Diputats, i als governs de Pierre Prüm (1925-1926), Joseph Bech (1932-1937) i Pierre Dupong (1937). Va morir en el càrrec, quan era Ministre de Transports. Schmit també va seure com a regidor al consell comunal de la ciutat de Luxemburg (1929-1931).

## Honors
- Comandant de l'Orde de la Corona de Roure (promoció 1935)[1]
- Gran oficial de l'Orde d'Adolf de Nassau
- Gran Creu de l'Orde de la Corona (Bèlgica)
- Comandat de la Legió d'Honor